# Jost Gippert
Jost Gippert  (* 12. března 1956 ve Winz-Niederwenigernu, dnešním Hattingenu) je německý jazykovědec a kavkazolog, profesor srovnávací lingvistiky na Institutu empirické jazykovědy na Univerzitě Johanna Wolfganga Goetheho ve Frankfurtu nad Mohanem a autor řady vědeckých publikací.

## Biografie

Bernard Outtier, Jost Gippert, Winfried Boeder

V roce 1972 absolvoval Leibnizovo gymnázium v Essen-Altenessen. Mezi lety 1972 až 1977 studoval srovnávací jazykovědu, indologii, japanologii a sinologii na univerzitách v Marburgu a Berlíně (Svobodná univerzita Berlín).
Po studiu obdržel v roce 1977 titul doktora filozofie za svou práci o syntaxu infinitivních tvarů v indoevropských jazycích.
Mezi lety 1977 až 1990 pracoval na různých pozicích jako vědecký pracovník, vysokoškolský asistent a lektor v Berlíně, Vídni a Salcburku.
Jakožto vědecký pracovník orientální matematické lingvistiky se se svou prací o íránských přejatých slovech v arménštině a gruzínštině habilitoval v roce 1991 na univerzitě v Bambergu. Jost Gippert vyučuje od roku 1994 srovnávací jazykovědu na Univerzitě Johanna Wolfganga Goetheho ve Frankfurtu nad Mohanem. Od roku 1996 je členem Vědecké akademie Gelati (Gruzie), od roku 2002 Turfanské komise a od roku 2007 je členem jazykového centra na Berlínskobraniborská akademie věd (Berlin-Brandenburgische Akademie der Wissenschaften).
V roce 1997 byl jmenován čestným profesorem Sulkhan Saba Orbelianiho univerzity v Tbilisi (Gruzie), v roce 2009 čestným doktorem Ivane Javakhishviliho univerzity tamtéž a v roce 2013 čestným doktorem Šota Rustaveliho univerzity v Batumi.
K hlavním bodům jeho práce od jeho jmenování na profesuru srovnávací jazykovědy na Univerzitě Johanna Wolfganga Goetheho ve Frankfurtu nad Mohanem v roce 1994 patří kromě indoevropských jazyků a jejich historie také obecná jazyková typologie a jazyky oblasti Kavkazu, kterým se pod jeho vedením v nedávné době věnují různé projekty mezinárodní spolupráce. Jako matematický lingvista sám inicioval a od roku 1987 spravuje projekt TITUS, který se zaměřuje na elektronické zpřístupnění primárních textových dat různých indoevropských a příbuzných jazyků.
Těžištěm jeho vědecké práce jsou mimo jiné historická srovnávací jazykověda, jazyková typologie, elektronické korpusy, multimediální jazyková dokumentace a elektronická analýza manuskriptů.

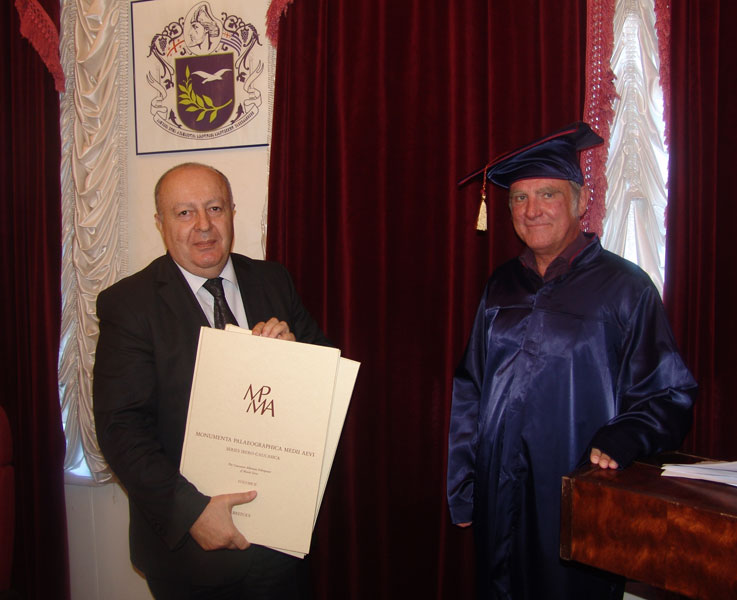
Jost Gippert, Univerzita v Batumi, 2013

## Digital Humanities

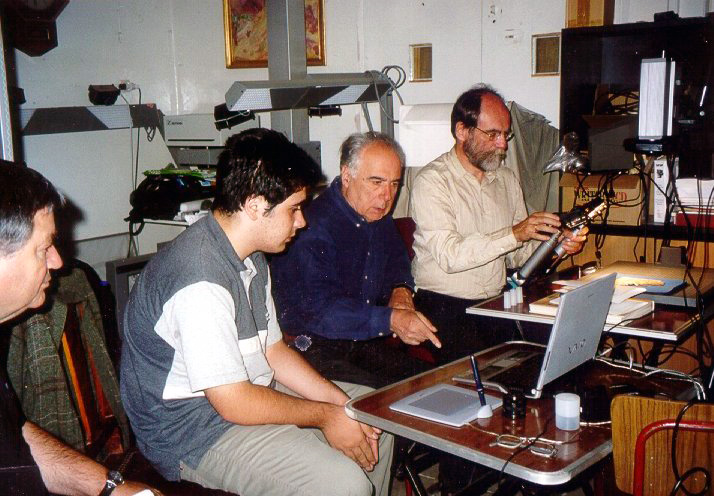
Výzkum palimpsestů ze Sinaje

### TITUS, ARMAZI, GNC a LOEWE
Jost Gippert je zakladatelem a vedoucím projektu TITUS (Thesaurus Indogermanischer Text- und Sprachmaterialien), který se zaměřuje na kompletní digitální evidenci textových materiálů starých indoevropských jazyků a příbuzných jazyků (od roku 1987).
V roce 1999 inicioval projekt ARMAZI (Kavkazské jazyky a kultury: Elektronická dokumentace) zaměřený na kompletní digitální evidenci materiálů z kavkazských jazyků, z něhož mezitím vzešel projekt Gruzínského národního korpusu.
Od roku 2010 vede Jost Gippert projekt "Digital Humanities Hessen: Integrované zpracování a vyhodnocení korpusu" v rámci "Federální ofenzívy pro rozvoj vědecko-hospodářské excelence" (LOEWE) spolkové země Hesensko (společný projekt Frankfurtské univerzity, Technické univerzity v Darmstadtu a Frankfurtského Goetheho muzea)

### Elektronická analýza manuskriptů
Orientálními manuskripty se Jost Gippert intenzivně zabývá od poloviny devadesátých let v rámci projektů soustředících se na digitalizaci manuskriptů (např. tocharských manuskriptů berlínské Turfanské sbírky) či palimpsestů. (např. kavkazsko-albánské palimpsest-manuskripty z Sinaje). V rámci této činnosti byl v roce 2009 hostujícím vědeckým pracovníkem výzkumné skupiny "Kultury manuskriptů" na Univerzitě v Hamburku.
V letním semestru 2013 již podruhé působil v Hamburku jako "Petra Kappert Fellow", kde se spoluúčastnil na zpracování "Encyklopedie kultur manuskriptů v Asii a Africe" a příručky "Srovnávací studia orientálních manuskriptů".

## Aktivity

### Mezinárodní projekty (výběr)
- 1995-1998 (DFG): Avesta and Rigveda: Electronic Analysis
- 1995-1999 (INTAS): The Georgian Verbal System
- 1999-2002 (Nadace Volkswagen, EUR 117,900): Caucasian Languages and Cultures: Electronic Documentation
- od roku 2000 (DFG): Graduate School “Types of Clauses: Variation and Interpretation”
- 2002-2006 (Nadace Volkswagen, EUR 167,800): Endangered Caucasian Languages in Georgia
- 2003-2007 (Nadace Volkswagen): Palimpsest Manuscripts of Caucasian Provenience
- 2005-2009 (INTAS): Georgian Gospels
- 2005-2007 (Nadace Volkswagen, EUR 189,000): The Linguistic Situation in modern-day Georgia[4]
- 2008-2014 (DFG, EUR 240,000): Old German Reference Corpus
- od roku 2008 (BMBF): German Language Resource Infrastructure
- 2009 (Nadace Volkswagen, EUR 400,000): Aché Documentation Project
- od roku 2009 (DFG/NEH, EUR 96,000): RELISH (Rendering Endangered Languages Lexicons Interoperable Through Standards Harmonization)
- od roku 2009 (Nadace Volkswagen): Georgian Palimpsest Manuscripts
- 2010 (Google Inc., US$49,600): Corpus Caucasicum
- od roku 2011 (Spolková země Hesensko, EUR 3,792,000): LOEWE Research Unit “Digital Humanities – Integrated Processing and Analysis of Text-based Corpora”
- od roku 2011 (Nadace Volkswagen, EUR 299,600): Khinalug Documentation Project
- od roku 2011 (DFG): Relative Clauses in a Typological View
- od roku 2012 (Nadace Volkswagen, EUR 390,400): Georgian National Corpus

## Publikace (výběr)
- 1977: The syntax of infinitival formations in the Indo-European languages. (Europäische Hochschulschriften, 21/3), 360 pp.; Frankfurt, Bern, Las Vegas: Lang 1978. Dissertation
- 1990: Iranica Armeno-Iberica. A study of Iranian loan words in Armenian and Georgian, 451 + 389 pp.; Vienna: Austrian Academy of Sciences 1993. Inaugural dissertation.
- 2007: Gippert, Jost / Sarjveladze, Zurab / Kajaia, Lamara: The Old Georgian Palimpsest Codex Vindobonensis georgicus 2, edited by Jost Gippert in co-operation with Zurab Sarjveladze and Lamara Kajaia, 368 pp.; Turnhout: Brepols 2007.
- 2008: Gippert, Jost / Schulze, Wolfgang / Aleksidze, Zaza / Mahé, Jean-Pierre: The Caucasian Albanian Palimpsests of Mount Sinai, 2 vols., XXIV + 530 pp.; Turnhout: Brepols 2009.
- 2010: Gippert, Jost / Schulze, Wolfgang / Aleksidze, Zaza / Mahé, Jean-Pierre: The Caucasian Albanian Palimpsests of Mount Sinai. Vol. III: The Armenian Layer, edited by Jost Gippert., 220 pp.; Turnhout: Brepols 2010.